# 니사토촌 (군마현)
니사토촌(일본어: 新里村)은 일본 군마현 중동부 세타군에 속했던 촌이다. 현재의 기류시 북서부의 구로호네 지구에 해당한다.

## 개요
1889년 4월 1일, 미나미세타군 남동부의 11개 촌이 합병해 성립하였다.

## 지리
아카기산 남쪽 기슭에 위치한다 .촌역은 남북으로 약 15㎞, 동서 약 4㎞로 남북으로 길쭉한 형태를 띠고 있다.기류시의 교외 주택지로서 발전하여 2005년(2005년) 1월 1일 기준 인구는 약 16,000명으로 전국 마을 중 8번째로 많았다.

## 역사
- 1889년 4월 1일 - 정촌제 시행과 함께 미나미세타군 니사토촌이 성립하였다.
- 1896년 4월 1일 - 군 통합으로 세타군이 되었다.
- 2005년 6월 13일 - 기류시에 편입해 폐지되었다.

## 인구
- 1920년 : 6,855명
- 1930년 : 7,218명
- 1940년 : 7,733명
- 1950년 : 10,132명
- 1960년 : 9,989명
- 1970년 : 9,434명
- 1980년 : 11,499명
- 1990년 : 13,362명
- 2000년 : 16,111명

## 교통

### 철도
- 조모 전기 철도
  - 조모 선

### 도로
- 국도 제353호선

## 참고 문헌
- 角川日本地名大辞典編纂委員会, 『角川日本地名大辞典 10 群馬県』1988, 角川書店